# Myrmeleon alcestris
Myrmeleon alcestris är en insektsart som beskrevs av Banks 1911. Myrmeleon alcestris ingår i släktet Myrmeleon och familjen myrlejonsländor. Inga underarter finns listade i Catalogue of Life.